# 158 (число)
158 (Сто п'ятдеся́т ві́сім) — натуральне число між 157 та 159.

## У математиці
- 158 — є парним тризначним числом.
- Сума цифр числі 158 — 14
- Добуток цифр цього числа — 40
- Квадрат числа 158 — 24 964

## В інших галузях
- 158 рік.
- 158 до н. е.
- NGC 158 — подвійна зірка в сузір'ї Кит.